# 椛のシデコブシ自生地
椛のシデコブシ自生地（なぐさのシデコブシじせいち）は、愛知県田原市伊川津町椛（なぐさ）にあるシデコブシの自生地。国指定天然記念物（1970年6月19日指定）。

## 特色

### 立地

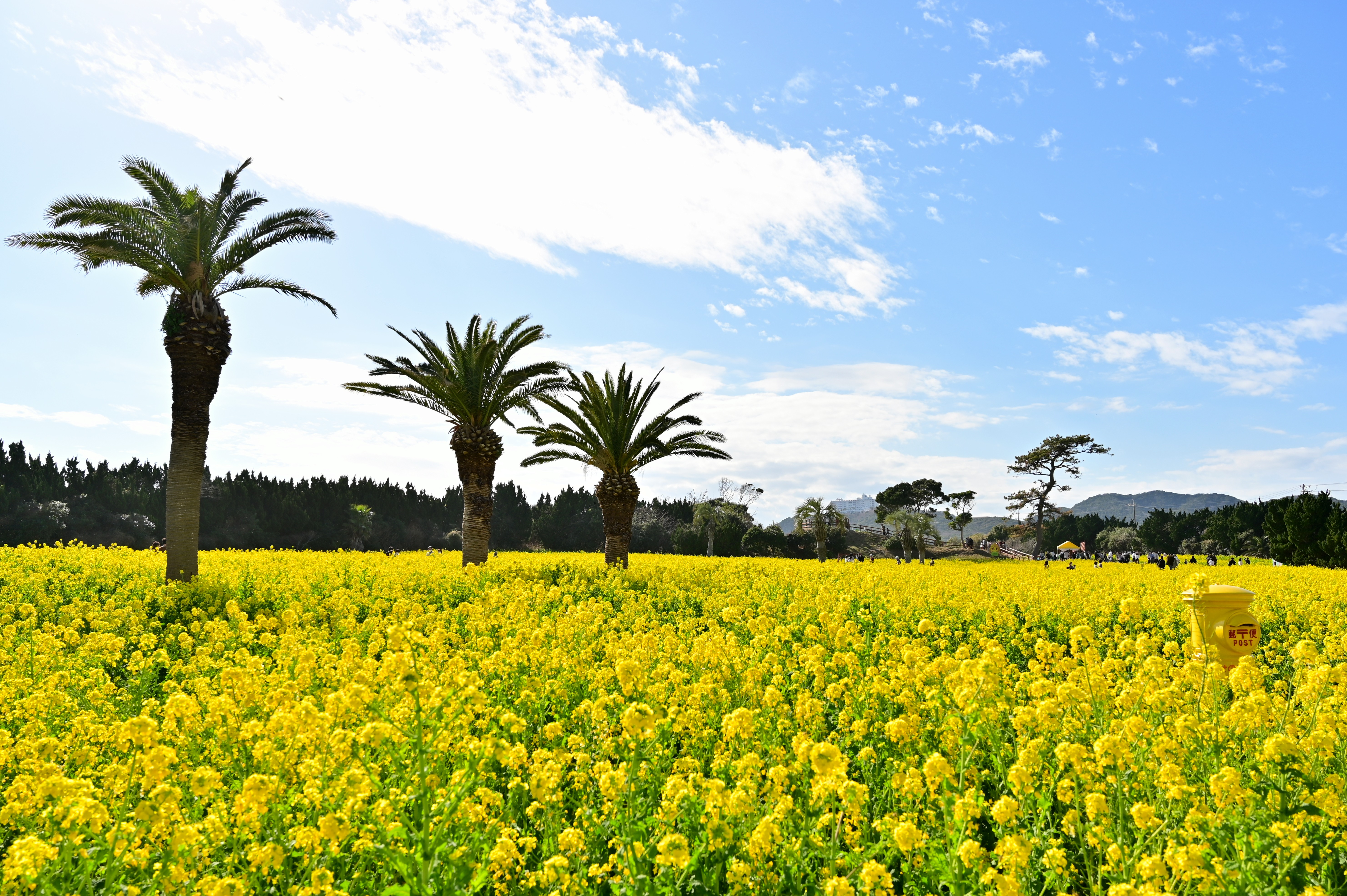
温暖な気候の渥美半島

太平洋に面する渥美半島の先端に近い山間部、標高320メートルの大山と標高233メートルの雨乞山の間、山裾と水田の中間に位置する湿地にある。椛湿地とも呼ばれる湿地内に約200株のシデコブシが自生している。自生地自体はそれほど広くないが、他の自生地に比べれば広くてまとまりもよく、保存状態や自然環境が良好であるとされる。雨乞山の登山道には椛のシデコブシ自生地を通るルートがある。
シデコブシはモクレン科に属する常緑または落葉性の小喬木である。日本の固有種であり、愛知県や岐阜県東濃地方の木曽川以南の限られた範囲に自生している。シデコブシ同様に伊勢湾周辺のみに分布する植物は周伊勢湾要素植物群と呼ばれる。山地または丘陵地の沢沿いにある、日の当たる湿地を好む種であるとされる。
椛のシデコブシ自生地周辺は温暖な気候であり、周辺の低木林にはシデコブシのほかにハンノキ、アセビ、ノリウツギ、イヌツゲ、ウバメガシ、カクレミノなどが混生している。周囲にはヒトツバ、コバノミツバツツジ、コクランなどの自生地もある。

### 特色

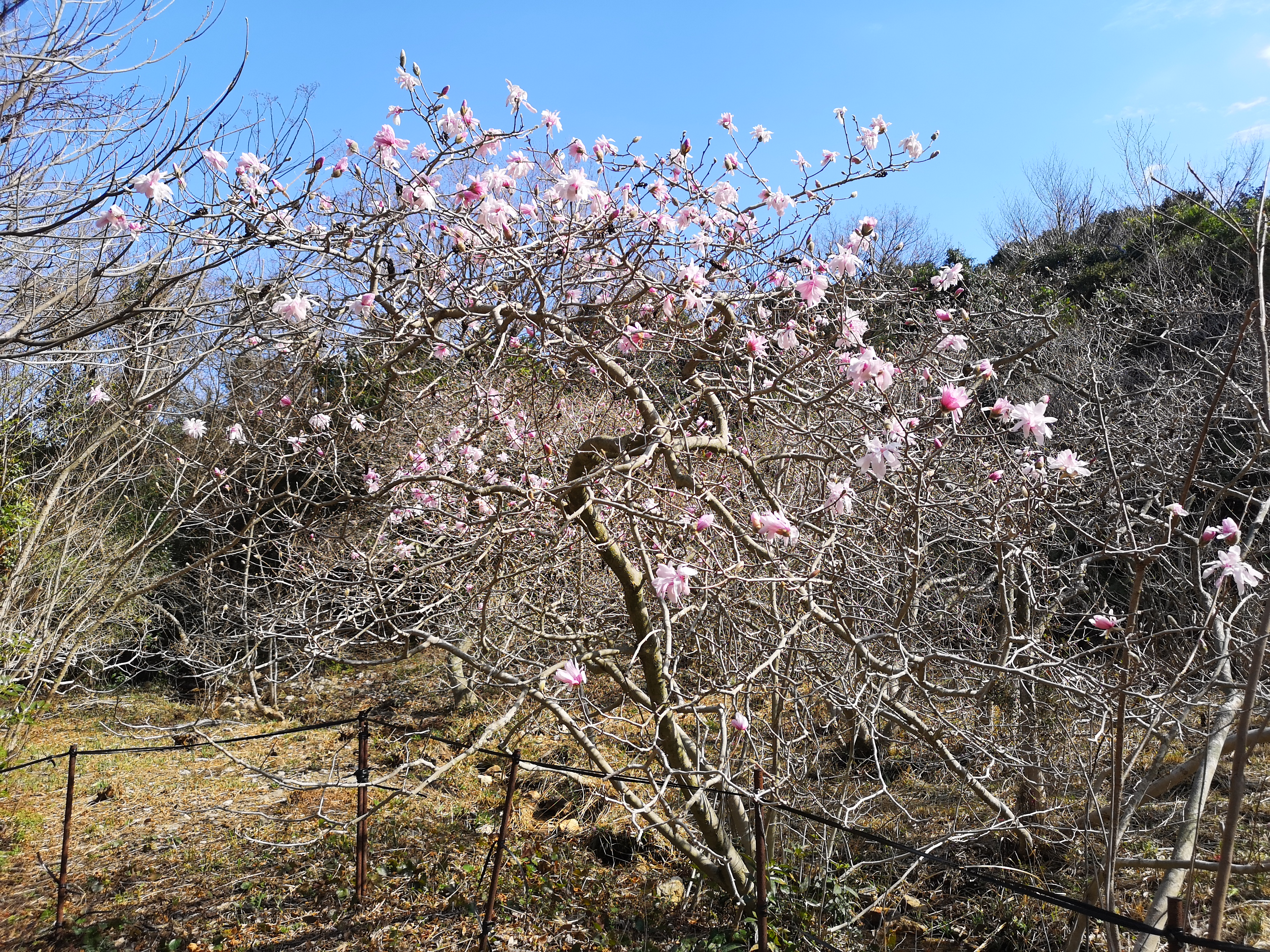
椛のシデコブシ自生地

樹高は2メートルから3メートル、胸高周囲は10センチ内外である。葉の長さは5センチメートルから8センチメートルであり、葉に先立って開花する花は白色または薄紅色である。花径は10センチメートル弱であり、長さ4センチメートルの花被片が12枚から18枚付く。開花時期は3月下旬から4月上旬頃であり、愛知県内陸部よりは多少早め、岐阜県東濃地方よりは1週間から2週間ほど早いとされる。

## 歴史
1957年（昭和32年）に植物学者の本田正次が『植物文化財 天然記念物・植物』を編纂した時点で、モクレン科の国指定天然記念物には「オオヤマレンゲ自生地」（奈良県吉野郡天川村・大塔村）、「小長井のオガタマノキ」（長崎県北高来郡小長井町）、「永利のオガタマノキ」（鹿児島県川内市）の3件があった。
1970年（昭和45年）6月19日、椛のシデコブシ自生地が国指定天然記念物に指定された。シデコブシとしては全国初の国指定天然記念物である。
2005年（平成17年）10月には椛のシデコブシ自生地を含む「シデコブシ群落」が「渥美半島キラリ百選」に選定され、特に素晴らしい名所とする優秀賞にも選定された。

## 周辺地域のシデコブシ自生地

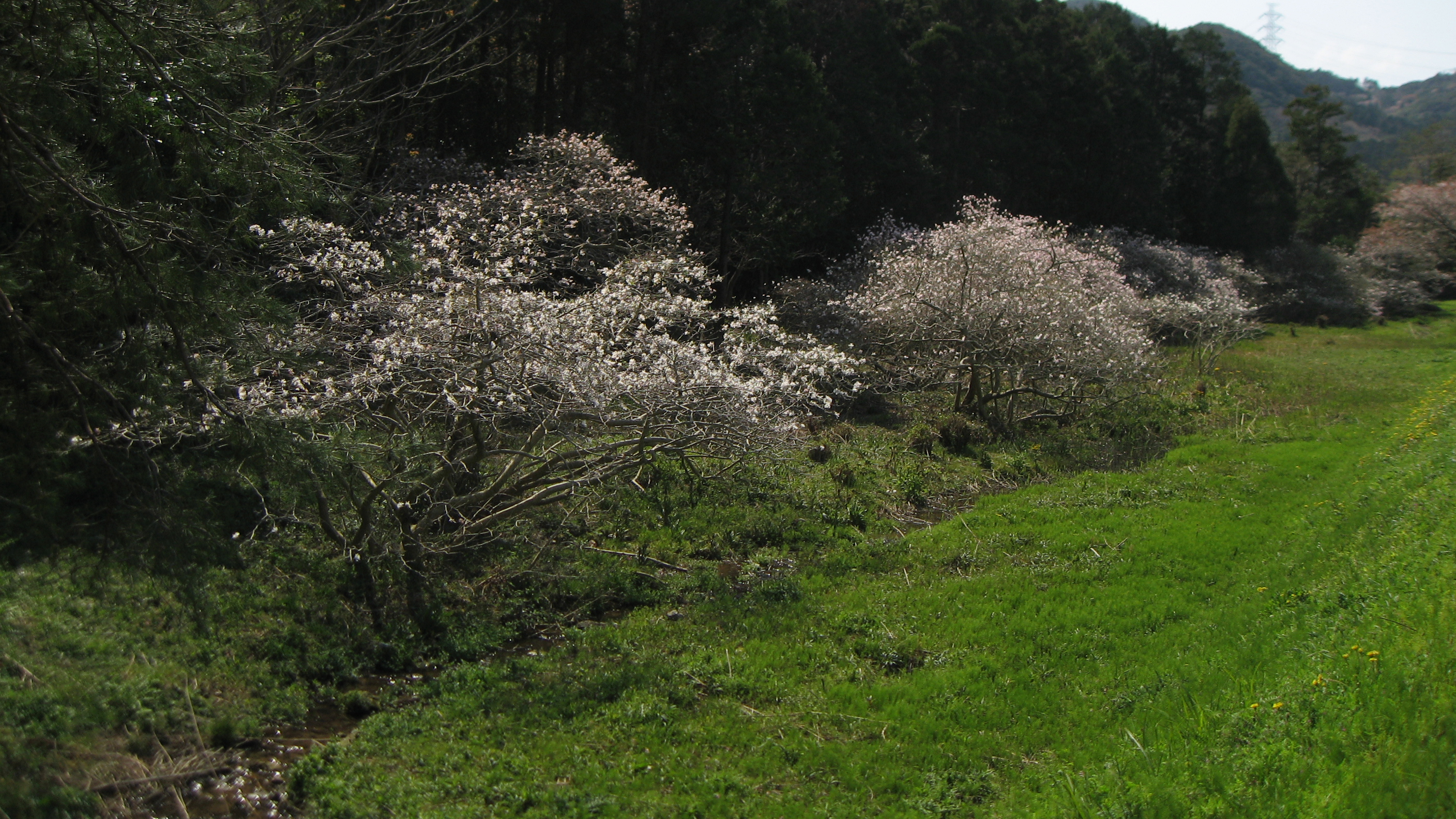
「伊川津のシデコブシ自生地」（愛知県田原市、県指定天然記念物）

田原市には国または県または市が天然記念物に指定したシデコブシの群落が4か所あり、これほど多いのは全国的に見て珍しいとされる。天然記念物に指定された区域以外では、衣笠山の南西斜面、野田町平沢の平沢池、赤羽根町大石、渥美地域の高木町などにもシデコブシの自生地がある。
| 田原市におけるシデコブシの自生地 | 田原市におけるシデコブシの自生地 | 田原市におけるシデコブシの自生地 | 田原市におけるシデコブシの自生地 |
| 評価                             | 名称                             | 所在地                           | 指定日                           |
| -------------------------------- | -------------------------------- | -------------------------------- | -------------------------------- |
| 国指定 天然記念物                | 「椛のシデコブシ自生地」         | 愛知県田原市伊川津町椛           | 1970年6月19日                    |
| 県指定 天然記念物                | 「伊川津のシデコブシ」           | 愛知県田原市伊川津町椛           | 1967年10月30日                   |
| 県指定 天然記念物                | 「黒河湿地植物群落」             | 愛知県田原市大久保町黒河         | 1971年2月8日                     |
| 市指定 天然記念物                | 「藤七原湿地植物群落」           | 愛知県田原市田原町衣笠           | 1991年2月22日                    |

### 伊川津のシデコブシ（県指定）
1967年（昭和42年）10月30日、椛のシデコブシ自生地の約500メートル東にある「伊川津のシデコブシ」が愛知県天然記念物に指定された。伊川津のシデコブシの指定地の湿地には約70株のシデコブシが自生しており、その他にヤマドリゼンマイ、ヘビノボラズ、ムカゴニンジン、ヤマイヌワラビなどが混生している。伊川津のシデコブシは農道沿いにあり、案内板や説明看板が整備されている。

### 黒河湿地植物群落（県指定）
1971年（昭和46年）2月8日、シデコブシなどが自生する田原市の「黒河湿地植物群落」が愛知県天然記念物に指定された。

### 藤七原湿地植物群落（市指定）
1991年（平成3年）2月22日、シデコブシなどが自生する田原市田原町の「藤七原湿地植物群落」が田原市天然記念物に指定された。藤七原湿地は衣笠山の東麓、標高50メートルから70メートルの傾斜地にある。藤七原湿地には約300株のシデコブシが自生し、田原市において最も大きな群落を形成している。幼木を含めると約1500株とされることもある。

### その他の自生地
椛のシデコブシ自生地以外では、三重県三重郡菰野町の「田光のシデコブシ群落」も国指定天然記念物に指定されている。

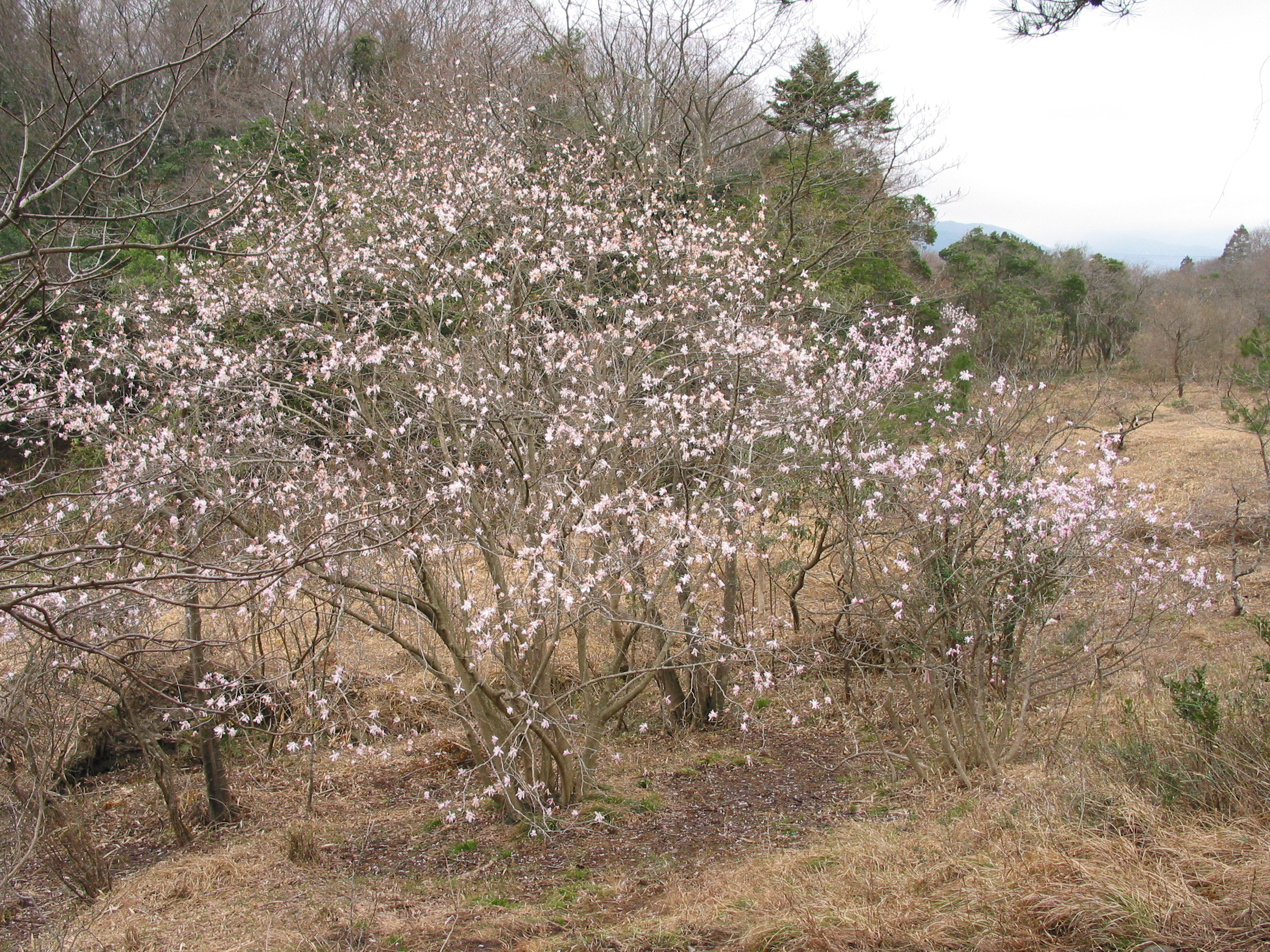
「田光のシデコブシ及び湿地植物群落」（三重県三重郡菰野町、国指定天然記念物）
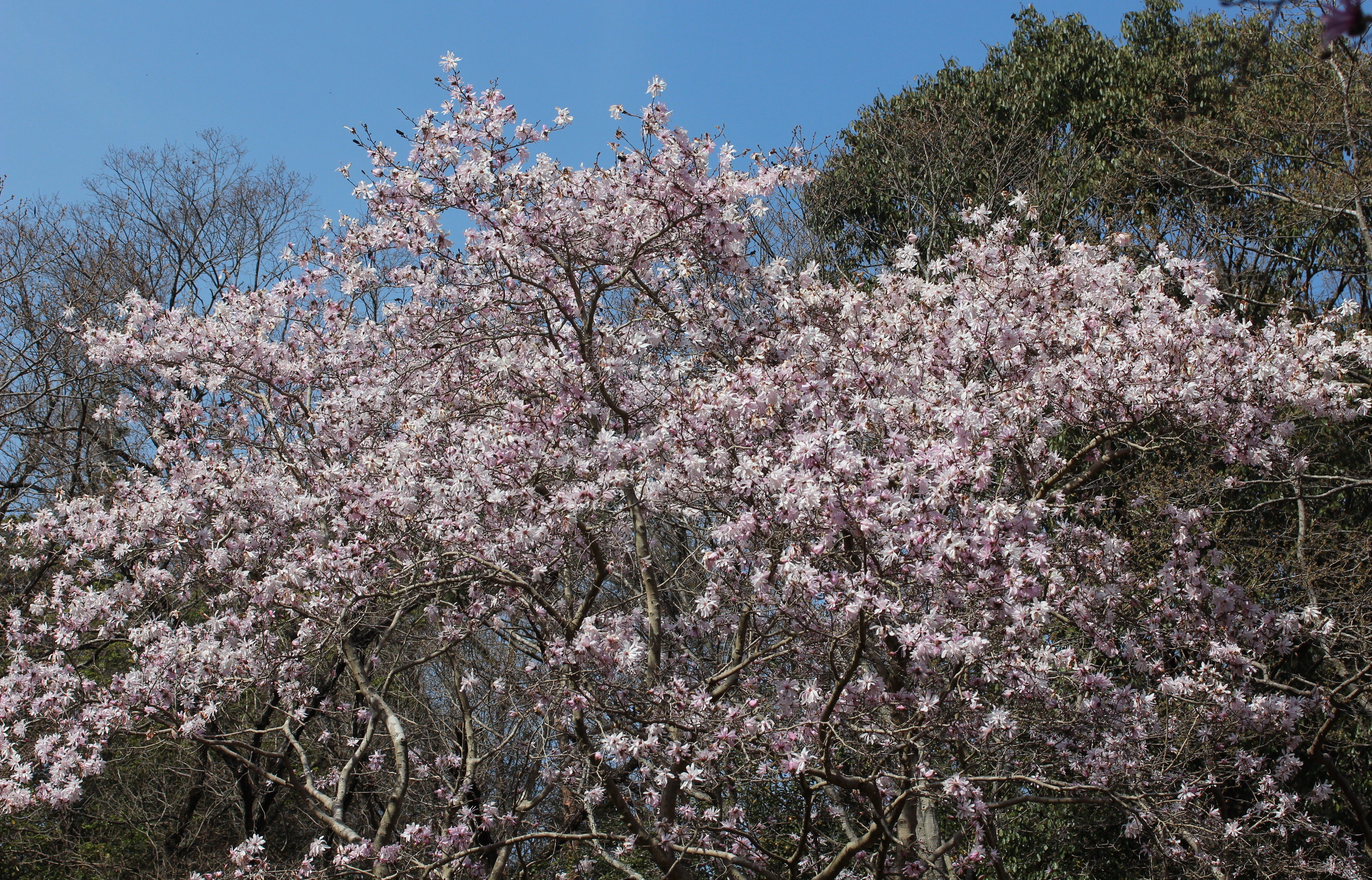
「築水池のシデコブシ自生地」（愛知県春日井市、市指定天然記念物）

## 交通アクセス
車
- 豊橋市街地から国道259号などを経由して約35分[16]

公共交通機関
- 豊鉄バス伊良湖本線「石神」バス停から徒歩35分[16]
- 伊川津集落から椛のシデコブシ自生地までは約2.8キロメートルの距離がある。